# Carrollton (Ohio)
Pour les articles homonymes, voir Carrollton.
Carrollton est une ville de l'État de l'Ohio, aux États-Unis.
Elle est le siège du comté de Carroll.

## Géographie
Selon les données du Bureau du recensement des États-Unis, Carrollton a une superficie de   6,2 km² (soit 2,4 mi²) entièrement en surfaces terrestres.

## Démographie
Carrollton était peuplée, lors du recensement de 2000, de 3 190 habitants.